# Franz Ecker
Franz Ecker (* 2. Dezember 1943 in Bad Hall; † 1999 in Leonding), auch Franz Xaver Ecker, war ein österreichischer Maler.

## Biografie

### Familie
Franz Eckers Eltern waren Maria Ecker (* 17. Juni 1912 in Ampflwang) und Franz Ecker (* 24. November 1908 in Ampflwang; † 1981). Ecker hatte einen Bruder, den Schauspieler Herbert Ecker.

### Leben und Werk
Nach seiner Volks- und Hauptschulzeit in Leonding von 1949 bis 1957 besuchte Franz Ecker zwischen 1957 und 1962 die Lehrerbildungsanstalt Bischöfliches Seminar in Linz. Danach studierte er an der Akademie der bildenden Künste Wien, wo er Unterricht in Kunsterziehung und Malerei bei den Professoren Pauser und Böckl erhielt. 1967 legte er die Diplomprüfung zum akademischen Maler ab.
Zwischen 1974 und 1999 fanden zahlreiche Ausstellungen seiner Werke sowohl im In- als auch im Ausland statt. Bahnbrechend für Ecker waren die Ausstellungen in der Galerie Lehner in Linz in den Jahren 1974 und 1975 sowie jene in der New Yorker Galerie 128 im Jahr 1987.
Am 9. Juni 1982 heiratete er seine Freundin Klaudia Sprengel. Die Scheidung erfolgte 1992. Franz Ecker starb 1999 an den Folgen einer schweren Lebererkrankung in Leonding.

## Stil
Durch die Zeit an der Akademie der bildenden Künste und die Einflüsse der klassischen Moderne geprägt, lässt Ecker die Probleme von Raum und Fläche, Linie und Farbe zu seinem zentralen künstlerischen Anliegen werden. Das Ringen um die Form, die Wahrhaftigkeit der Gestaltung und der Anspruch auf höchste Ausdruckskraft bilden das grundlegende künstlerische Konzept des Künstlers. Er war ein Außenseiter der Gesellschaft, der den Kunstmarkt verweigerte. Deshalb war er zeit seines Lebens allein auf der Suche nach formaler und inhaltlicher Entwicklung. Eckers Stil orientiert sich an der bildenden Kunst des 20. Jahrhunderts, wobei sich sein Œuvre nicht nur auf die klassische Moderne bezieht, sondern nimmt auch Elemente von späteren Kunstrichtungen auf wie Pop Art oder Action Painting.

## Ehrungen
- 1965 und 1966: Fügerpreis in Gold der Akademie der bildenden Künste Wien
- 2004: Gedenkausstellung in Leonding
- In Leonding wurde auch eine Straße nach Ecker benannt.

## Film
- „are you lonesome...Franz X. Ecker.“ Dokumentarfilm von Andreas Egger (AT, 2009, 95 min, OdF, R/P: Andreas Egger, K: Gerhard Wiener, S: Sonja Tobin)